# Чемпионат России по биатлону 2012/2013
Чемпионат России по биатлону сезона 2012/2013 прошёл в несколько этапов с декабря 2012 года по апрель 2013 года. Были разыграны медали в 7-и индивидуальных и 4-х командных дисциплинах.

## Этапы
- Ижевск «Ижевская винтовка»

1. Индивидуальная гонка (мужчины, женщины)

- Ижевск/Уфа

1. Марафон (мужчины, женщины)

- Красноярск

1. Командная гонка (мужчины, женщины)
2. Суперспринт (мужчины, женщины)
3. Смешанная эстафета

- Новосибирск

1. Патрульная гонка (мужчины, женщины)
2. Суперпасьют (мужчины, женщины)

- Уват Всероссийские соревнования по биатлону на призы Губернатора Тюменской области

1. Спринт (мужчины, женщины)
2. Гонка преследования (мужчины, женщины)
3. Эстафета (мужчины, женщины)
4. Масс-старт (мужчины, женщины)

## Результаты
| Гонка                                                                                           | Мужчины | Женщины |
| Индивидуальная гонка Ижевск 1. 23 декабря 2012 Мужчины: 20 км 2. 22 декабря 2012 Женщины: 15 км | 1. Николай Елисеев 54:21.3 (0) 2. Иван Черезов +32.0 (1) 3. Виктор Васильев +49.8 (0) 4. Сергей Корастылёв 5. Андрей Веденин 6. Андрей Прокунин Протоколы | 1. Лариса Кузнецова 39:39.0 (0) 2. Валентина Назарова +20.3 (0) 3. Мария Панфилова +2:52.7 (1) 4. / Наталья Сорокина 5. Александра Аликина 6. Ирина Старых Протоколы |
| Марафон Ижевск (м) / Уфа (ж) 1. 18 февраля 2013 Мужчины: ? км 2. 18 февраля 2013 Женщины: 27 км | 1. Владимир Семаков 1:47:30.6 (9) 2. Артём Гусев +23.6 (5) 3. Сергей Баландин +37.6 (7) 4. Вячеслав Акимов 5. Дмитрий Дюжев 6. Кирилл Кудряшов Протоколы | 1. Екатерина Юрьева 1:40:35.0 (1) 2. Ирина Трусова +30.8 (1) 3. Анна Булыгина +1:38.5 (8) 4. Ульяна Денисова 5. Анастасия Калина 6. Дарья Виролайнен Протоколы |
| Командная гонка Красноярск 1. 3 марта 2013 Мужчины: 10 км 2. 3 марта 2013 Женщины: 7,5 км       | 1. Тюменская-1 28:57.1 (2) (Дмитрий Елхин, Олег Колодийчук, Олег Верещагин, Сергей Баландин) 2. Мордовия +16.5 (3) (Артём Митяев, Марсель Шарипов, Иван Нюняев, Владимир Семаков) 3. Красноярский край +42.7 (4) (Максим Буртасов, Сергей Корастылёв, Андрей Веденин, Александр Шрейдер) Протоколы                                                                    | 1. Тюменская-1 27:11.2 (4) (Лариса Кузнецова, Анастасия Токарева, Анна Булыгина, Ирина Трусова) 2. Мордовия +28.3 (5) (Нина Рысина, Вероника Тимофеева, Анна Кунаева, Евгения Селедцова) 3. Тюменская-2 +38.3 (4) (Наталья Маковеева, Дарья Новикова, Ольга Шестерикова, Алёна Ильиных) Протоколы                                                                                      |
|                                                                                                 | | |
| Суперспринт Красноярск 1. 4 марта 2013 Мужчины: 6 км 2. 5 марта 2013 Женщины: 6 км              | 1. Александр Шрейдер 19:31.3 (6) 2. Алексей Трусов +4.3 (5) 3. Владимир Семаков +6.8 (6) 4. Олег Колодийчук 5. Ростислав Мусалимов 6. Артём Митяев Протоколы | 1. Виолетта Прудникова 25:06.1 (6) 2. Анна Никулина +0.9 (9) 3. Алёна Ильиных +10.6 (6) 4. Дарья Новикова 5. Анна Булыгина 6. Анастасия Калина Протоколы |
| Смешанная эстафета Красноярск 1. 6 марта 2013 Женщины: 2x6 км Мужчины: 2x7.5 км                 | 1. Мордовия-1 1:28:33.3 (3) (Анна Кунаева, Наталья Сорокина, Артём Митяев, Владимир Семаков) 2. Тюменская-2 +27.1 (0) (Анастасия Токарева, Анна Булыгина, Олег Колодийчук, Олег Верещагин) 3. / Новосибирская-2/Томская +51.6 (1) (Анна Сураева, Людмила Шишкина, Сергей Максимцов, Александр Веприк) Протоколы Архивная копия от 3 января 2014 на Wayback Machine    | 1. Мордовия-1 1:28:33.3 (3) (Анна Кунаева, Наталья Сорокина, Артём Митяев, Владимир Семаков) 2. Тюменская-2 +27.1 (0) (Анастасия Токарева, Анна Булыгина, Олег Колодийчук, Олег Верещагин) 3. / Новосибирская-2/Томская +51.6 (1) (Анна Сураева, Людмила Шишкина, Сергей Максимцов, Александр Веприк) Протоколы Архивная копия от 3 января 2014 на Wayback Machine                     |
| Суперпасьют Новосибирск 1. 12 марта 2013 Мужчины: 7,5 км 2. 11 марта 2013 Женщины: 6 км         | 1. Максим Буртасов 21:38.6 (2) 2. Артём Гусев +6.9 (4) 3. Сергей Баландин +14.8 (2) 4. Андрей Прокунин 5. Дмитрий Елхин 6. Пётр Пащенко Протоколы | 1. Анна Сураева 22:54.8 (4) 2. Галина Нечкасова +13.3 (4) 3. Марина Коровина +28.4 (1) 4. Евгения Селедцова 5. Лариса Кузнецова 6. Анна Никулина Протоколы |
| Патрульная гонка Новосибирск 1. 13 марта 2013 Мужчины: 25 км 2. 13 марта 2013 Женщины: 20 км    | 1. ХМАО-1 1:09:48.1 (4) (Пётр Пащенко, Артём Гусев, Дмитрий Ярошенко, Николай Панкратов, Алексей Трусов) 2. Тюменская область +38.6 (0) (Максим Максимов, Сергей Баландин, Олег Колодийчук, Илья Серков, Дмитрий Елхин) 3. / Томская/Алтайский/Новосибирская +1:38.0 (1) (Сергей Жернов, Сергей Максимцов, Андрей Тургенев, Михаил Посевков, Иван Панченко) Протоколы | 1. / Новосибирская область/Якутия 1:05:13.5 (3) (Людмила Шишкина, Галина Нечкасова, Надежда Елисеева, Анна Никулина, Анастасия Грушецкая) 2. Тюменская область +3.7 (2) (Ирина Трусова, Анна Булыгина, Наталья Маковеева, Алёна Ильиных, Ольга Шестерикова) 3. Мордовия +1:20.5 (3) (Наталья Сорокина, Анна Кунаева, Татьяна Окулова, Евгения Селедцова, Вероника Тимофеева) Протоколы |
| Спринт Уват 1. 23 марта 2013 Мужчины: 10 км 2. 22 марта 2013 Женщины: 7,5 км                    | 1. Евгений Гараничев 25:25.1 (1) 2. Алексей Волков +3.5 (0) 3. Алексей Трусов +6.7 (1) 4. Максим Максимов 5. Максим Буртасов 6. / Алексей Слепов Протоколы | 1. Екатерина Глазырина 48:07.4 (1) 2. Светлана Слепцова +28.5 (0) 3. Ольга Подчуфарова +30.7 (0) 4. Екатерина Шумилова 5. Ирина Трусова 6. Алёна Перевозчикова Протоколы |
| Гонка преследования Уват 1. 24 марта 2013 Мужчины: 12,5 км 2. 24 марта 2013 Женщины: 10 км      | 1. Евгений Гараничев 34:07.2 (3) 2. Алексей Волков +35.3 (2) 3. Максим Буртасов +41.8 (4) 4. Алексей Трусов 5. Сергей Клячин 6. Евгений Устюгов Протоколы | 1. Екатерина Глазырина 33:45.4 (3) 2. Ирина Старых +36.0 (1) 3. Анастасия Калина +1:14.2 (3) 4. Екатерина Юрлова 5. Анна Булыгина 6. Ольга Шестерикова Протоколы |
| Эстафета Уват 1. 26 марта 2013 Мужчины: 4 х 7,5 км 2. 26 марта 2013 Женщины: 4 х 6 км           | 1. Башкортостан 1:23:06.4 (4+14) (Антон Бабиков, Александр Жирный, Василий Шеталин, Максим Чудов) 2. ХМАО-ЮГРА-1 +14.5 (2+14) (Алексей Трусов, Артём Гусев, Михаил Боярских, Алексей Волков) 3. Тюменская-1 +38.4 (2+13) (Евгений Гараничев, Максим Максимов, Иван Черезов, Андрей Маковеев) Протоколы                                                                | 1. Новосибирская область 1:18:22.8 (1+12) (Анна Сураева, Галина Нечкасова, Анна Никулина, Ольга Вилухина) 2. Мордовия +1:34.3 (2+13) (Анна Кунаева, Вероника Тимофеева, Евгения Селедцова, Наталья Сорокина) 3. Тюменская-1 +3:07.7 (4+12) (Ирина Старых, Анастасия Загоруйко, Ирина Трусова, Анна Булыгина) Протоколы                                                                 |
| Масс-старт Уват 1. 27 марта 2013 Мужчины: 15 км 2. 27 марта 2013 Женщины: 12,5 км               | 1. Иван Черезов 41:15.0 (0) 2. Максим Чудов +1:03.3 (4) 3. Максим Максимов +1:16.2 (4) 4. Артём Гусев 5. Максим Буртасов 6. Андрей Маковеев Протоколы | 1. Марина Коровина 41:42.6 (2) 2. Дарья Виролайнен +6.5 (2) 3. Валентина Назарова +22.8 (3) 4. Ульяна Денисова 5. Екатерина Крылаткова 6. Анна Щербинина Протоколы |

## Медали
| Место | Регион                |   |   |     | Всего |
| ----- | --------------------- | - | - | --- | ----- |
| 1     | Тюменская область     | 7 | 4 | 6   | 17    |
| 2     | Свердловская область  | 3 | 0 | 0   | 3     |
| 3     | Мордовия              | 2 | 3 | 3   | 8     |
| 4     | Новосибирская область | 2 | 0 | 0.5 | 2.5   |
| 5     | Красноярский край     | 1 | 1 | 2   | 4     |
| =6    | Башкортостан          | 1 | 1 | 0   | 2     |
| =6    | Ижевск                | 1 | 1 | 0   | 2     |
| 8     | Пермский край         | 1 | 0 | 0   | 1     |
| 9     | ХМАО                  | 0 | 4 | 2   | 6     |
| =10   | Московская область    | 0 | 1 | 0   | 1     |
| =10   | Саратовская область   | 0 | 1 | 0   | 1     |
| =12   | Москва                | 0 | 0 | 1   | 1     |
| =12   | Удмуртия              | 0 | 0 | 1   | 1     |
| =12   | Псковская область     | 0 | 0 | 1   | 1     |
| 15    | Томская область       | 0 | 0 | 0.5 | 0.5   |